# 克蘭 (密蘇里州)
克蘭（英語：Crane）是位於美國密蘇里州斯通縣的城市。

## 人口
根據2020年美國人口普查的數據，克蘭的面積為3.95平方千米，當中陸地面積為3.94平方千米，而水域面積為0.01平方千米。當地共有人口1495人，而人口密度為每平方千米378人。